# Arbeiderswoningen aan de Verbindingsweg in Veelerveen

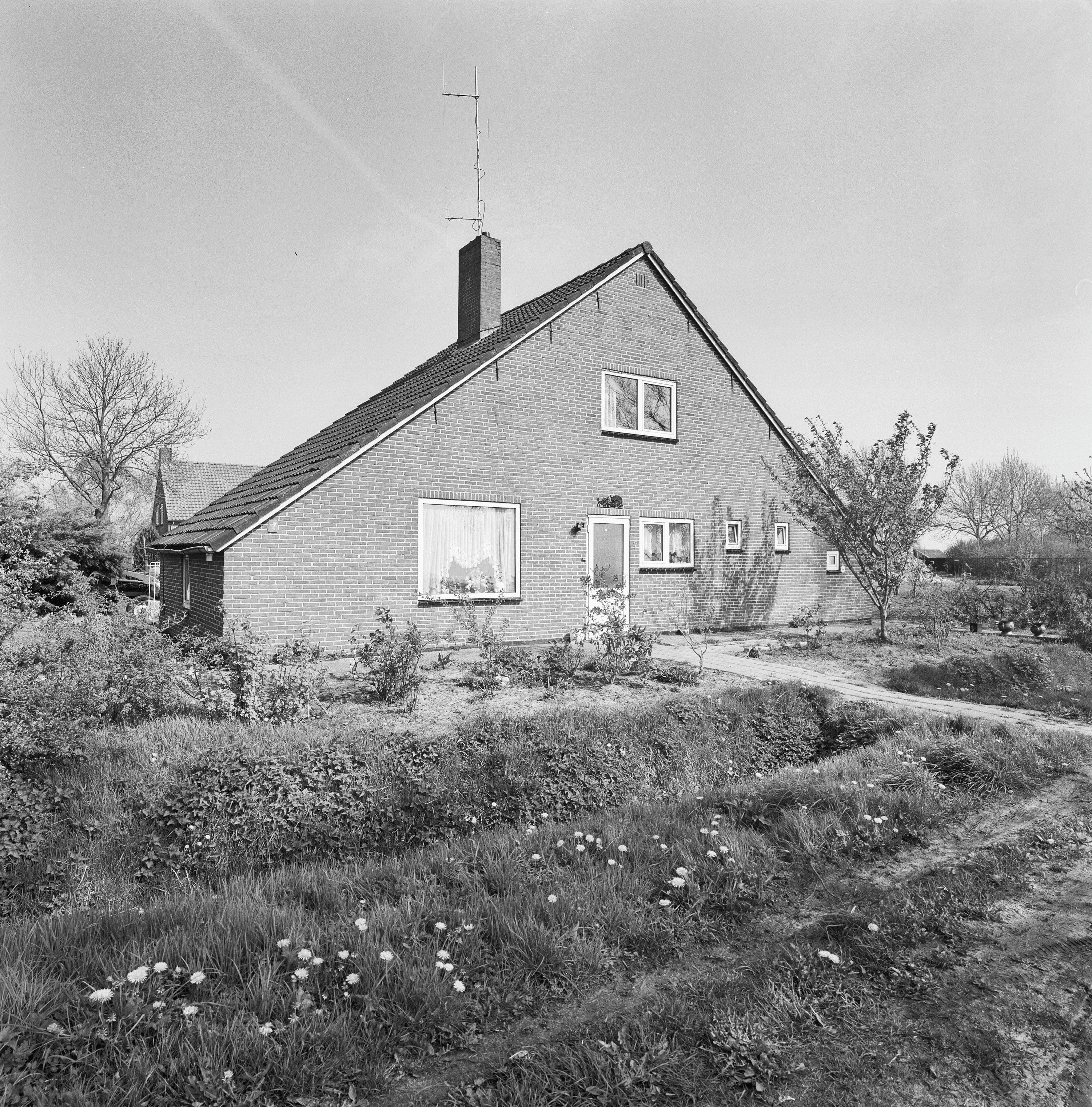
Overzicht voorgevel en linker zijgevel van een arbeiderswoning. Foto uit 1998

Arbeiderswoningen aan de Verbindingsweg betreft woningen aan de Verbindingsweg en de Nieuwe Veendijk te Veelerveen, gelegen in de streek Westerwolde in de Nederlandse provincie Groningen. Ze zijn in 1920 - '22 gebouwd in de pas ontstane ontginningsnederzetting Veelerveen. De eenvoudige  woonhuizen werden door de architect M.J. Granpré Molière ontworpen. Vanwege het materiaalgebruik - rode baksteen en rode dakpannen - wordt wel gesproken van 'Delfts Rood'.
Het wijkje werd gebouwd in opdracht van de woningbouwvereniging 'Bellingwolde' en was bedoeld als voorbeeldcomplex van goede huisvesting voor de kinderrijke gezinnen van veenarbeiders. Die leefden vaak onder slechte woonomstandigheden, soms in plaggenhutten. De woningen hebben een ongewone vorm: ze zijn ongeveer 15 meter breed, maar slechts 5 meter diep. De huizen zijn zo gebouwd om een maximale licht- en luchttoelating mogelijk te maken.
Sommige woningen zijn nog in tamelijk originele staat en van cultuurhistorische en architectonische betekenis. De qua ontwerp unieke huisjes trekken de belangstelling van in de geschiedenis van de vervening geïnteresseerde bezoekers. Vanwege de bijzondere vormgeving worden ze in de omgeving wel als 'duivenhokken' betiteld.